# Farinata degli Uberti

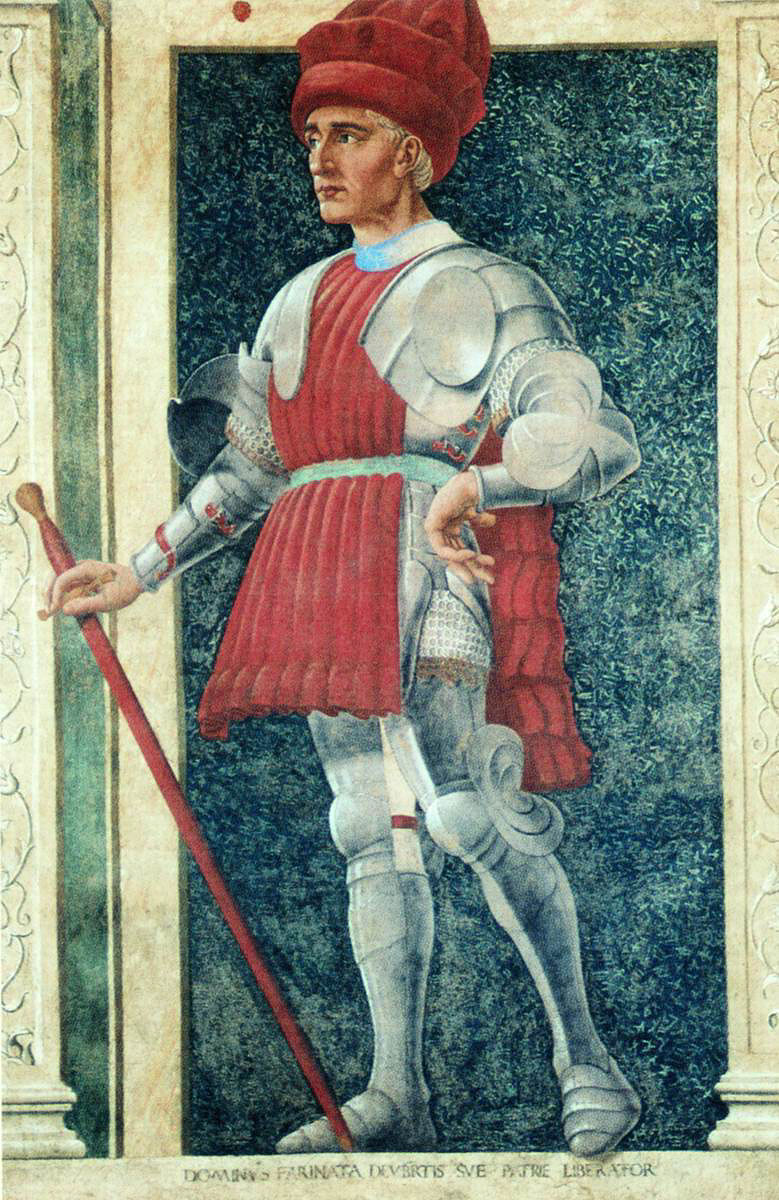
Farinata degli Uberti. Villa Carducci, Florencja.

Farinata degli Uberti, właśc. Manente degli Uberti (ur. 1212, zm. 1264) – włoski arystokrata, przywódca polityczny (lider frakcji Gibelinów) i wojskowy, aktywny we Florencji. Uważany za epikurejczyka i oskarżony o herezję. Postać szeroko opisana przez Dantego Alighieri w Boskiej Komedii.

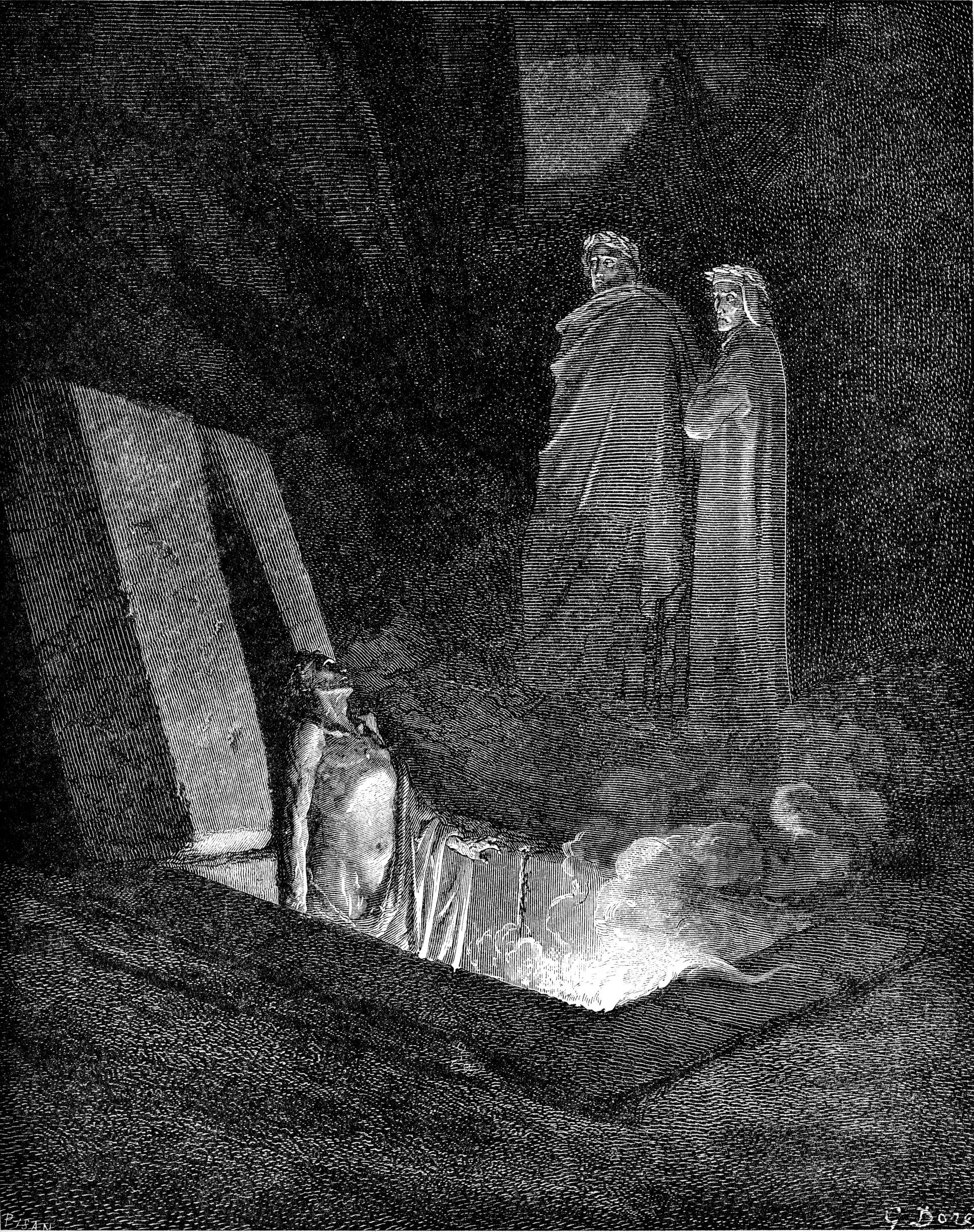
Farinata wg Gustave'a Doré, 1861.